# Ace Hotel Los Angeles
Ace Hotel Downtown Los Angeles, originalmente construido como California Petroleum Corporation Building y más tarde conocido como Texaco Building, es un teatro y hotel de gran altura de 74 metros y 13 pisos ubicado en 937 South Broadway en el centro de la ciudad de Los Ángeles, en el estado de California (Estados Unidos). Contiene el histórico United Artists Theatre, el teatro insignia construido para el estudio cinematográfico United Artists. Fue el más alto de la ciudad durante un año después de su finalización en 1927, y fue la estructura privada más alta de Los Ángeles hasta 1956. Su estilo es gótico español, inspirado en la Catedral de Segovia en Segovia, España. El hotel forma parte de la cadena Ace Hotels. Es una propiedad que contribuye al distrito histórico en el Distrito del Broadway Theater en el Registro Nacional de Lugares Históricos. También es un Monumento Histórico Cultural de Los Ángeles.

## Historia
El teatro fue diseñado por el arquitecto C. Howard Crane de la firma Walker & Eisen para el estudio cinematográfico United Artists formado por D. W. Griffith, Charles Chaplin, Douglas Fairbanks y Mary Pickford. El teatro, un palacio de cine clásico, fue uno de los muchos construidos por United Artists y sirvió como una importante casa principal. El teatro ocupa tres pisos del edificio de 13 pisos y tiene un auditorio de 2214 puestos. Como muchas salas de cine, las filas de asientos se hunden hacia la parte delantera de la sección de la orquesta, por lo que los poseedores de entradas deben mirar hacia el escenario.
El edificio fue alquilado por primera vez por el televangelista Gene Scott en 1989, para ser utilizado como el lugar desde donde transmitir los servicios dominicales en vivo de su ministerio. Scott celebró su primer servicio dominical allí en 1990 y continuó celebrando servicios dominicales allí hasta su muerte en 2005. Un monumento histórico designado en sí mismo, el edificio estuvo durante muchos años coronado por los letreros de neón históricos "Jesús salva" (originalmente de la Iglesia de la Puerta Abierta). 
En octubre de 2011, Wescott Christian Center Inc. le vendió el edificio a Greenfield Partners, una compañía de inversión inmobiliaria ubicada en Westport, Connecticut, por 11 millones de dólares. Fue reconvertido en hotel e inaugurado en 2014.  
El edificio ha sido completamente restaurado y renovado para servir como un hotel boutique de lujo llamado Ace Hotel Downtown Los Angeles. Cuenta con 182 habitaciones, piscina, restaurante y tres bares, además del teatro restaurado. Se inauguró el 16 de enero de 2014. En diciembre de 2014, Greenfield Partners puso el edificio a la venta, buscando alrededor de 100 millones de dólares como precio de venta. En mayo de 2015, Chesapeake Lodging Trust compró el edificio por 103 millones de dólares.
El teatro también fue restaurado y reabierto el 14 de febrero de 2014, con conciertos de la banda de rock británica Spiritualized. L.A. Dance Project, una compañía de danza fundada por el coreógrafo Benjamin Millepied, también tendrá su residencia en el Teatro del Ace Hotel. Red Hot Chili Peppers racaudó fondos en el Ace Hotel el 5 de febrero de 2016 para el candidato presidencial Bernie Sanders.

## Galería

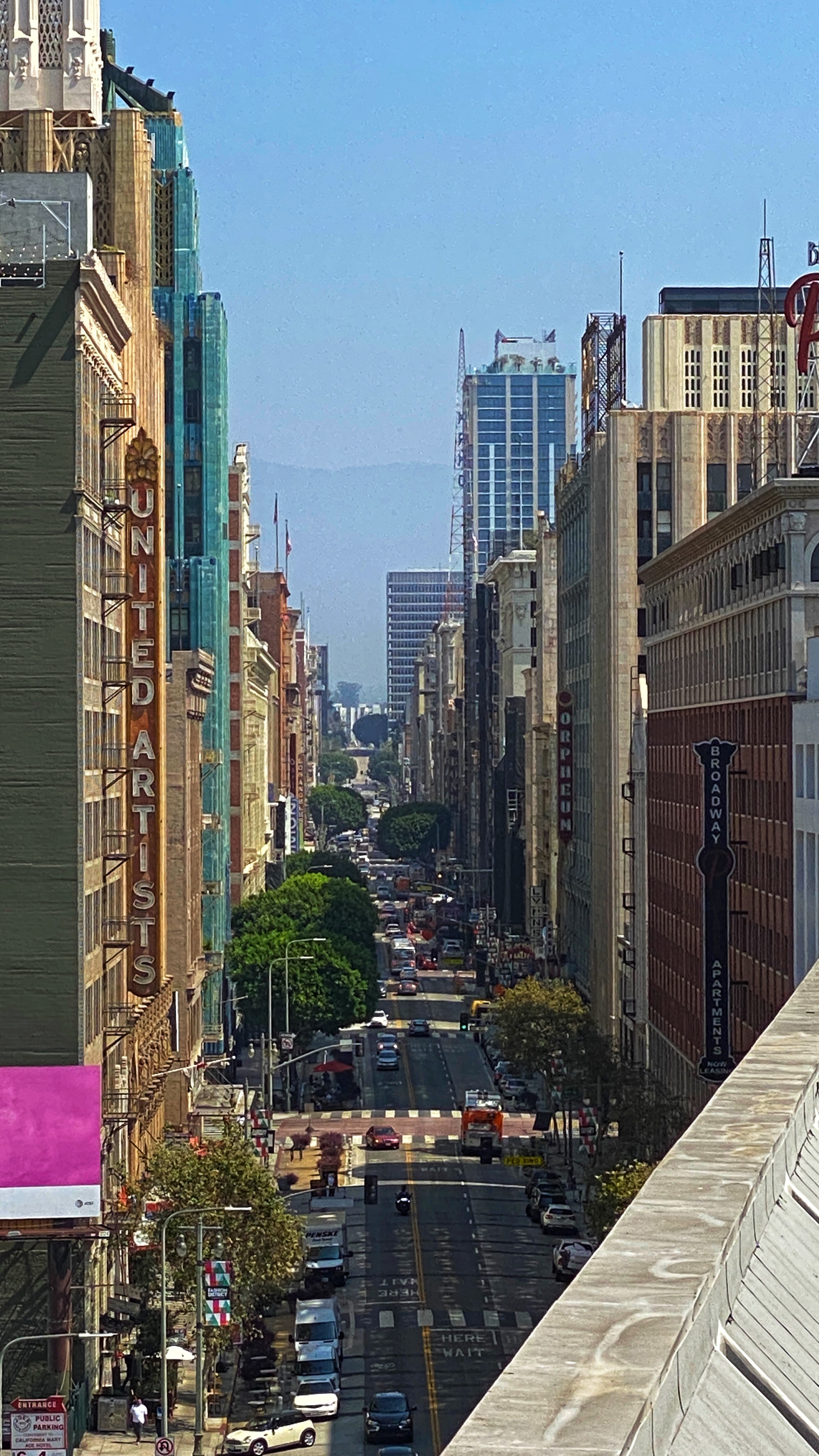
El edificio en la calle 11
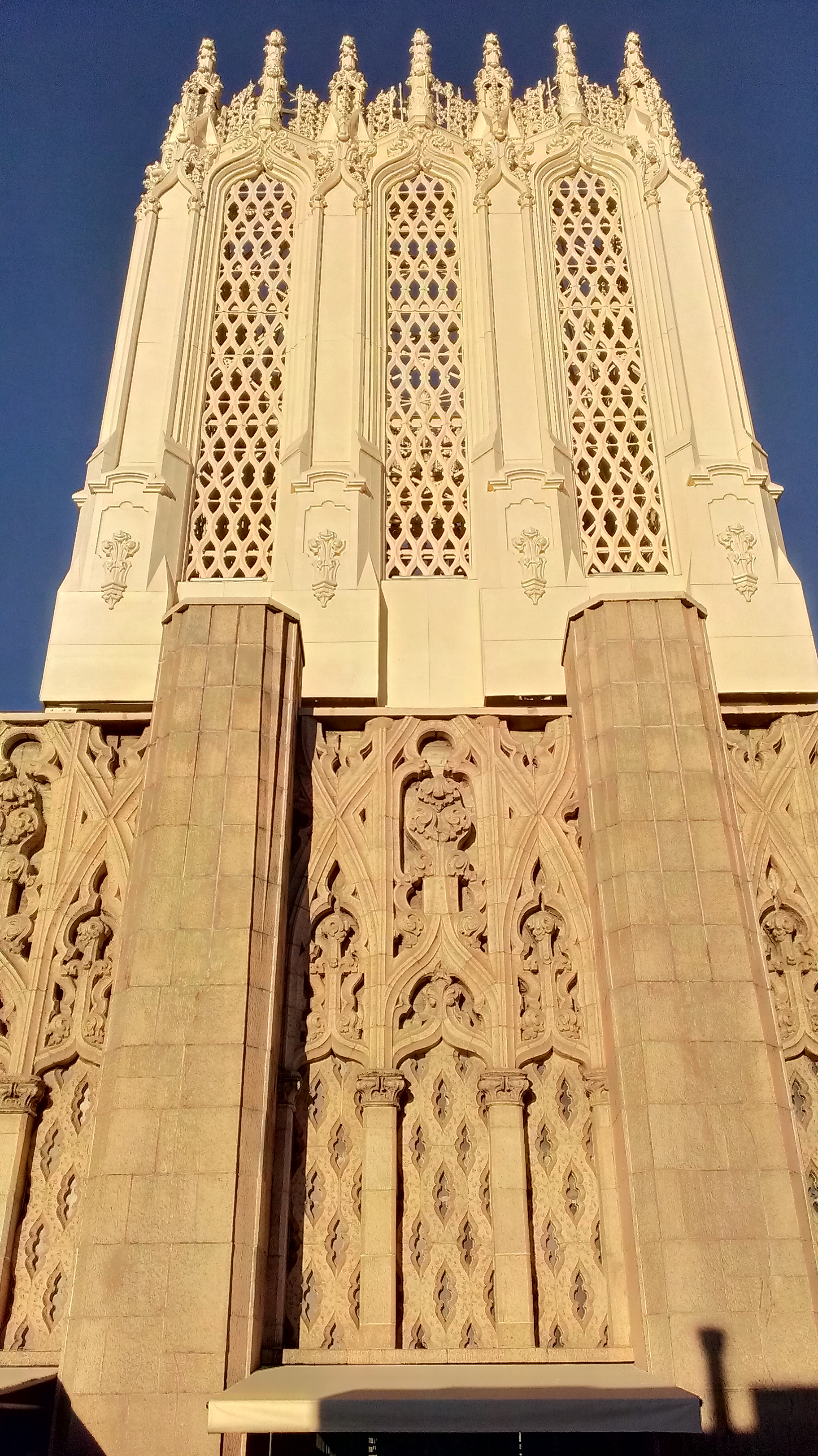
Relieves en la parte superior
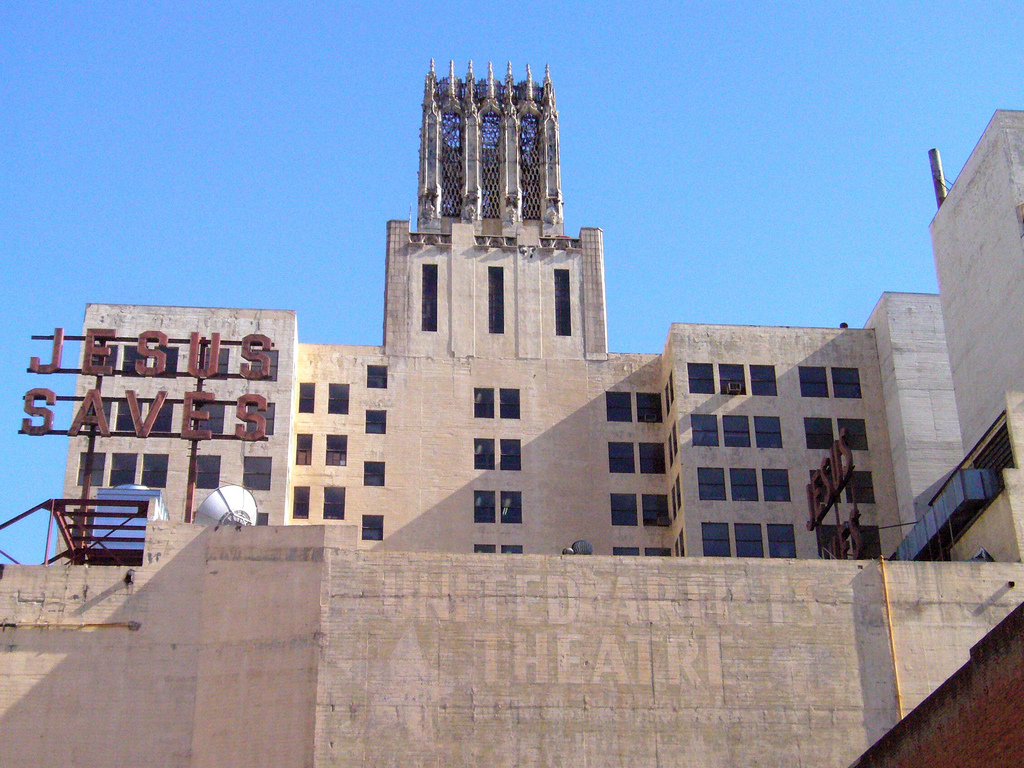
Fachada posterior del edificio
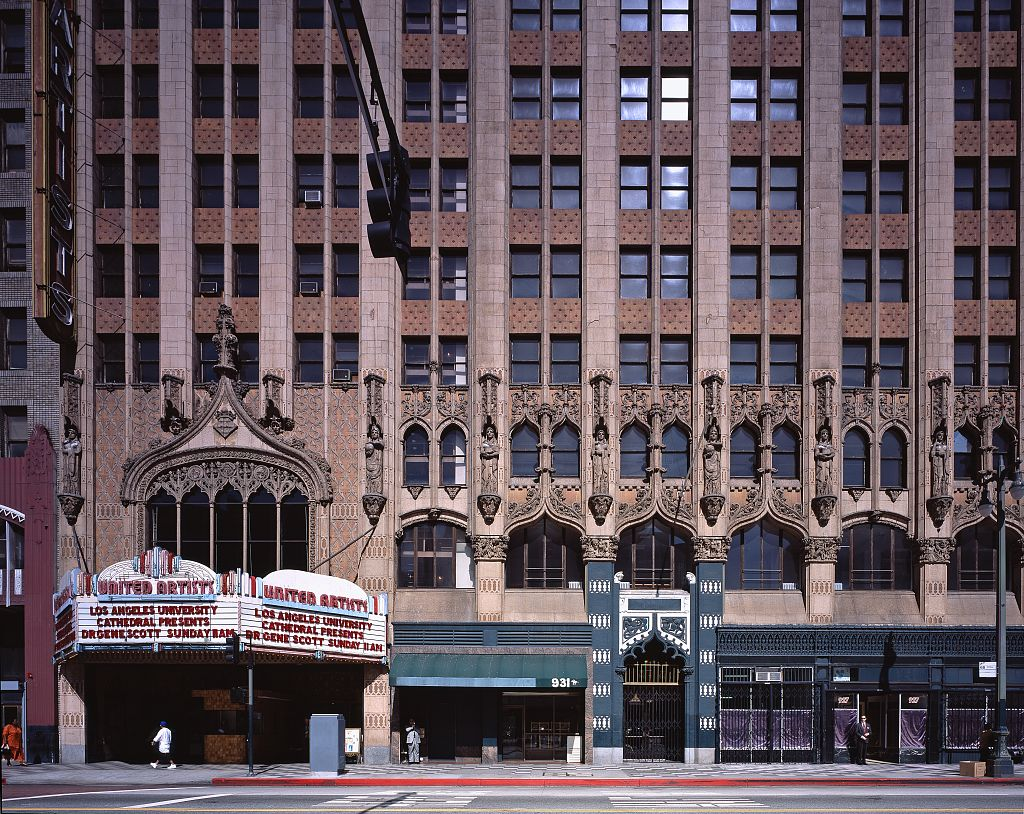
Fachada de la calle Broadway
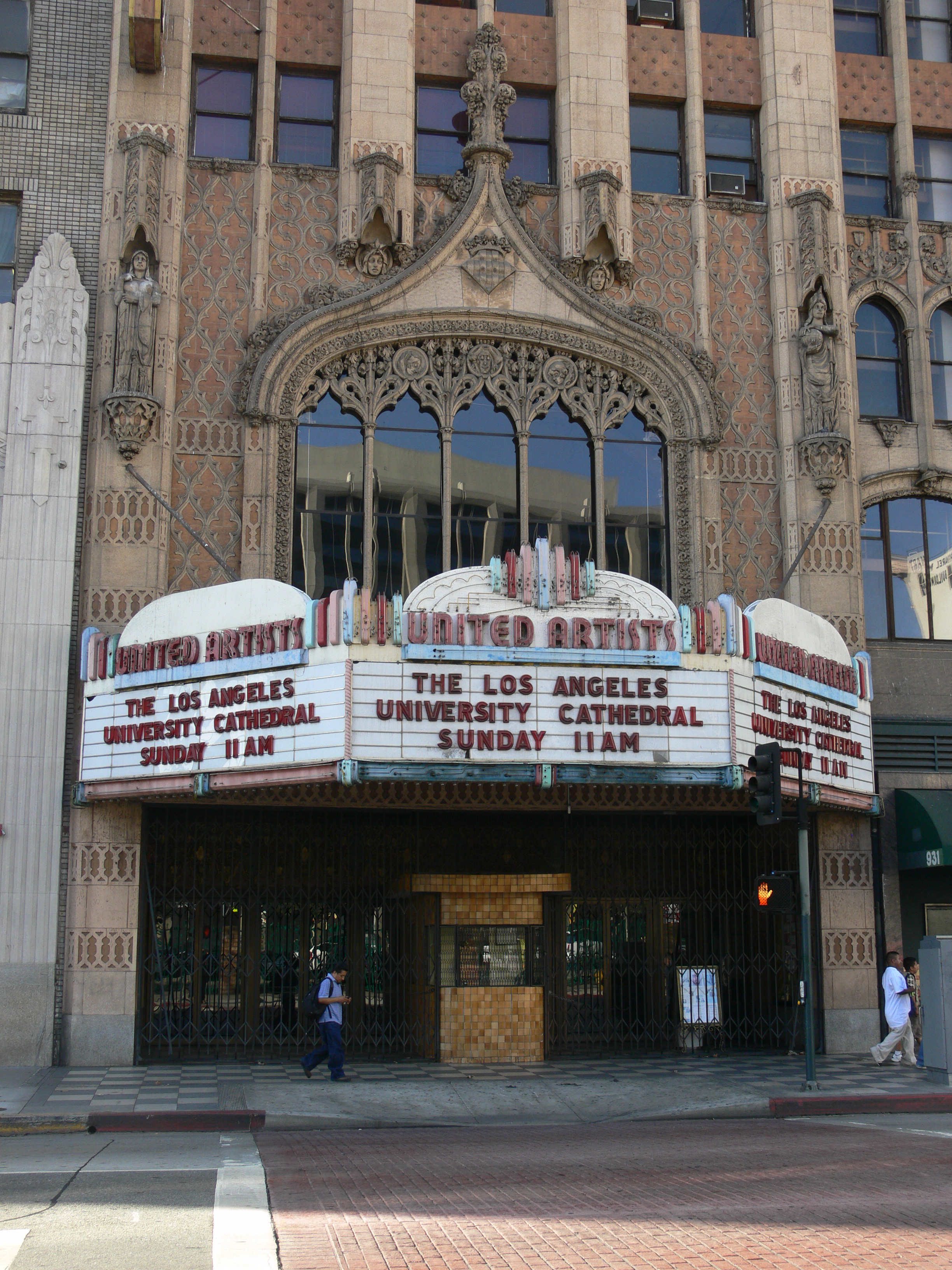
Entrada del Cine-Teatro-Iglesia